# Ristijärvi
Ristijärvi – gmina w Finlandii w prowincji Oulu.  W gminie o powierzchni 897,79 km² mieszka 1.659 osób. (2004) 
Z Ristijärvi pochodzi Kaisa Mäkäräinen, fińska biathlonistka, wielokrotna mistrzyni świata.